# 마크 가이거
마크 윌리엄 가이거(영어: Mark William Geiger, 1974년 8월 25일 ~)는 미국의 전 축구 심판이다. 그는 미국과 캐나다의 메이저 리그 사커 주심을 맡았으며, CONCACAF 주관 대회와 2014년 FIFA 월드컵 등의 다양한 국제 경기의 주심으로도 활약했다. 또한 가이거는 뉴저지주 라노카 하버에 위치한 레이시 타운쉽 고등학교의 수학 교사였으며, 가이거는 2009년 우수 수학 과학 교사 대통령 표창을 받은 103명 중 한명이었다.

## 심판 경력
가이거는 1988년에 처음으로 심판일을 시작하였다. 그는 2003년에 미국 축구 연맹의 주심으로 등록되었고, 2004년을 기점으로 메이저 리그 사커 경기를 주관하였다. 그는 2008년에 FIFA 주심으로 등록되면서 CONCACAF 주관 대회의 심판도 맡았으며, CONCACAF 골드컵과 기타 국제 대회에 관여하였다. 가이거는 2011년에 CONCACAF U-20 선수권 대회 주심으로 선정되었으며, 이 대회의 결승전 주심을 맡았다.
가이거는 콜롬비아에서 열린 2011년 FIFA U-20 월드컵의 주심으로도 참가하였다. 그는 이 대회의 우승팀이 되는 브라질과 오스트레일리아간 바란키야의 에스타디오 메트로폴리타노 로베르토 멜렌데스에서 열린 E조 경기를 주관하였다. 그는 이후 보고타의 에스타디오 엘 캄핀에서 열린 우루과이와 카메룬간의 B조 경기를 주관하였다. 이후, 그는 마니살레스의 에스타디오 팔로그란데에서 열린 스페인과 대한민국간의 16강 경기를 맡았다. 마지막으로, 그는 미국인 부심 신 허드와 캐나다인 부심 조 플레처와 함께 보고타의 에스타디오 엘 캄핀에서 열린브라질과 포르투갈간의 결승전 경기를 심판 보았다. 그는 남자 주요대회 결승전에서 주심을 맡은 최초의 미국인이 되었다.
가이거는 2011년 시즌에 메이저 리그 사커 올해의 주심으로 선정되었다.
2012년, 가이거는 런던에서 열리는 2012년 하계 올림픽의 주심 16인들 중 한명으로 선정되었다. 가이거는 스페인과 일본간의 D조 경기와 일본과 이집트간의 8강 경기를 맡았다. 2013년, 가이거는 FIFA 클럽 월드컵 2013에서 CONCACAF의 대표 주심으로 참가하였다.
가이거는 브라질에서 열리는 2014년 FIFA 월드컵에 참가할 25인의 주심으로 이름을 올렸다. 가이거는 월드컵 주심으로 선정된 순간을 "매우 자랑스러운 순간"이라고 묘사하였다. 가이거는 벨루 오리존치의 미네이랑에서 열린 콜롬비아와 그리스 간의 C조 경기를 주관하였다. 이후, 가이거는 히우 지 자네이루의 마라카낭에서 열린 스페인과 칠레간의 B조 경기를 주관하였다. 가이거는 브라질리아의 이스타지우 마네 가힌샤에서 열린 프랑스와 나이지리아간의 16강전 경기 주심을 맡으면서 FIFA 월드컵 결선 토너먼트 경기의 주심을 맡은 첫 미국인이 되었다.
뒤이어 러시아에서 열리는 2018년 FIFA 월드컵 주심에도 선정되어 B조 2차전 포르투갈 VS 모로코 경기의 주심으로 배정되었는데 이 때 마크 가이거는 지나치게 포르투갈에 유리하게 판정하여 구설수에 올랐다. 포르투갈의 수비수 페페가 핸드볼 반칙을 범했음에도 불구하고 모로코에 페널티킥을 주지 않았고 VAR 판독조차 하지 않았다. 모로코 축구 국가대표팀의 에르베 르나르 감독이 마크 가이거의 편파판정에 분노하여 하프 타임 때 직접 마크 가이거를 찾아가 항의했음에도 그는 깨끗하게 무시했다. 심지어 모로코 대표팀 선수 노르딘 암라바트는 "마크 가이거가 경기 종료 후에 크리스티아누 호날두의 유니폼을 요구했다."는 가히 폭탄 같은 주장을 하여 더욱 구설수에 올랐다. 그리고 6월 27일, F조 3차전 대한민국 VS 독일의 경기 주심으로 배정되었는데 이 때도 독일에 유리한 편파 판정을 하여 구설수에 올랐다. 특히 후반 21분, 손흥민이 페널티 에어리어로 쇄도하는 중에 독일의 마르코 로이스, 요나스 헥토르와 충돌하여 넘어졌음에도 불구하고 다이빙이라고 단정하고 경고까지 주었으며 추가시간을 무려 9분이나 줄 정도로 독일에 유리하게 판정해 대한민국 축구팬들의 분노를 일으켰다. 며칠 후 16강전 콜롬비아 VS 잉글랜드 경기 주심을 맡기도 했는데 이 때에도 콜롬비아 측에서 판정에 불만을 제기하는 일이 있었다. 그러나 이 경기에선 콜롬비아 측의 거친 플레이가 더 구설수에 올라서 조금 묻혔다.

### FIFA 월드컵
2014년 FIFA 월드컵
- 2014년 6월 14일:  콜롬비아 -  그리스 (C조)
- 2014년 6월 18일:  스페인 -  칠레 (B조)
- 2014년 6월 30일:  프랑스 -  나이지리아 (16강전)

2018년 FIFA 월드컵
- 2018년 6월 20일:  포르투갈 -  모로코 (B조)
- 2018년 6월 27일:  대한민국 -  독일 (F조)
- 2018년 7월 3일:  콜롬비아 -  잉글랜드 (16강전)

## 수상
- MLS 올해의 주심: 2011
- 모건 J. 헬레바이크 북아메리카 주심: 2006